# 南条広継
南条 広継（なんじょう ひろつぐ）は、戦国時代の武将。蝦夷地の蠣崎氏の家臣。

## 生涯
享禄2年（1529年）に誕生。
蠣崎季広の長女を正室に迎え、蠣崎一族として重用された。しかし、別の事件で、正室が実弟の蠣崎舜広（季広の長男）と明石元広（季広の次男）を毒殺した罪に連座してしまい（季広とその従兄弟・蠣崎基広の家督争いの際とも）、永禄5年（1562年）に季広の命で自害させられた。
なお、広継の自害に際しては自身の潔白を訴えて自害した「逆さ水松」という伝説が残る。

## 逆さ水松
広継は、主君である蠣崎季広の命によって自害することになった。しかし、広継は生存が不可能な状況でも身の潔白を訴えた。そこで、「水松（オンコ、イチイとも）を一本用意し、自らの棺の上に逆さに生ける」ことを言い遺し広継は自害した。生前の広継曰く「この水松が無事に根付けば我が身に悪心のない証であり、三年が経った後も自分の遺骸が腐敗していなければ我が身の潔白の証である」といい、そして広継の死から三年が経った後にその水松が立派に根付き成長した。この水松が、上ノ国町は桂岡に存在する愛宕神社に生えている逆さ水松であるという。